# Campionati europei di duathlon del 2005
I Campionati europei di duathlon del 2005 (XVI edizione assoluta) si sono tenuti a Debrecen in Ungheria.
La gara maschile è stata vinta per la terza volta dal belga Jurgen Dereere. Quella femminile è stata vinta dalla ceca Vendula Frintová .

## Risultati

### Élite uomini
| Pos. | Pos.                   | Paese       | Totale   |
| ---- | ---------------------- | ----------- | -------- |
|      | Jurgen Dereere         | Belgio      | 01:50:42 |
|      | Filip Ospalý           | Rep. Ceca   | 01:50:52 |
|      | Armand van der Smissen | Paesi Bassi | 01:50:54 |

### Élite donne
| Pos. | Pos.             | Paese     | Totale   |
| ---- | ---------------- | --------- | -------- |
|      | Vendula Frintová | Rep. Ceca | 02:06:01 |
|      | Ana Burgos       | Spagna    | 02:06:19 |
|      | Erika Csomor     | Ungheria  | 02:06:38 |